# Baal Xem Tov
El rabí Israel Ben Eliezer (en hebreu: ישראל בן אליעזר) fou un rabí jueu que va néixer el 1698, a Okopy, Ucraïna, i va morir el 22 maig de 1760, a Medjíbij, Ucraïna. Ben Eliezer, fou un rabí ucrainès, que també era conegut com a Baal Xem Tov. El rabí Yisroel, va ser el fundador del judaisme hassídic. El rabí Yisroel va néixer a Okopy, una localitat ucraïnesa, però que al llarg de la història ha estat part de: Polònia, Rússia, i Galítsia. El rabí Yisroel era fill d'Eliezer i Sara. El rabí va morir a Medjíbij, una ciutat d'Ucraïna, però que havia format part de: Lituània, Turquia, Polònia i Rússia.

## Nom
Israel ben Eliezer era un místic jueu ortodox, conegut per la majoria dels jueus religiosos com el Sant Baal Shem (der Heiliger Baal Shem en jiddisch), o més comunament com a Baal Xem Tov (בעל שם טוב). Aquest es tradueix com el Mestre del Diví Nom, on Tov significa Bé, que unit a Shem es traduiria com Nom Diví, encara que més correctament sigui entès com una combinació de Baal Xem, l'Amo o (Mestre) del Nom Diví, sent Tov un epítet honorífic. El nom Besht ( בעש"ט), acrònim de bet ayin shin tes, sol usar-se en mitjans escrits però no de forma oral. El nom Baal Xem no era exclusiu per a Israel ben Eliezer, però ha arribat a identificar-se amb aquest per ser el fundador del moviment espiritual del judaisme jasídic.

## Biografia

### Primers anys
L'escassa informació biogràfica coneguda sobre ell està tan entrellaçada amb llegendes i miracles que en la majoria dels casos és difícil esbrinar quins són els veritables esdeveniments històrics. De les nombroses llegendes relacionades amb el seu naixement es pot extreure que els seus pares eren pobres, honrats i piadosos. Quan Israel Ben Eliezer va quedar orfe, la seva comunitat es va fer càrrec d'ell.
Yisroel (Israel) va néixer de pares pobres Eliezer i Sarah en un assentament prop d’Okopi, oblast de Ternopil, una fortalesa de nova construcció prop de Kàmianets-Podilski a l'oest d'Ucraïna, on el riu Zbrutx connecta amb el Dnièster. Avui, Okopl és un poble del raion de Txortkiv a l'Óblast de Ternòpil.
El 1703, Israel es va quedar orfe, i va ser adoptat per la comunitat jueva de Tluste (prop de Zalistxiki). S'informa que, després d'acabar els seus estudis al héder local (escola primària jueva), sovint vagava pels camps i boscos que envoltaven el poble. A l'escola es va distingir només per les seves desaparicions freqüents, sent sempre trobat en els solitaris boscos que envolten el lloc, gaudint de forma entusiasta de les belleses de la natura. Molts dels seus deixebles creien que pertanyia a la Casa de David, i per extensió, amb la institució del Messies.
El 1710, acabà el héder i esdevingué assistent d'un melamed (instructor de héder). El 1711 a l'edat de 13/14 anys va entrar al Chaburas Machane Yisroel, un grup de tzadikim ocults dirigits pel rabí Adam Baal Xem. En algun moment del 1712 Israel es va convertir en un shammash (sagristà) de la sinagoga local.
Va ser contractat com a ajudant de mestre als héders dels poblets per on passaven. Més tard va relatar que li va agradar molt acompanyar els nens a l'escola i de tornada, aprofitant aquesta oportunitat per recitar oracions amb ells i explicar-los històries de la Torà. El Mezritcher Maggid, el successor de Baal Xem Tov, diria més tard: «Si tan sols beséssim un rotllo de la Torà amb el mateix amor que el meu mestre [Baal Xem Tov] va fer un petó als nens quan els va portar a héder com a ajudant d'un professor!».
Segons la llegenda hassídica, Baal Xem Tov tindria visions en les quals se li apareixeria el profeta Ahià Hashiloni. El Baal Xem Tov es va casar el 1716, però aviat va morir la seva dona i va continuar viatjant per Galícia oriental. Després de servir durant molt de temps com a ajudant en diverses petites comunitats de l'oest d'Ucraïna, es va instal·lar com a melamed a Tluste.
El Besht va ser introduït a la càbala pel rabí Adam Baal Shem de Ropczyce (ídix: ראָפּשיץ ) que va ser deixeble del rabí Yoel Baal Shem (I) de Zamość (ídix: זאמושטש), el successor del rabí Eliyahu Baal Shem de Worms (ídix: ורמיזא, ורמישא).
Els Besht es van convertir en el líder d'aquest moviment als 18 anys. Tenint cura dels pobres jueus, el grup de Tzadikim va animar els jueus a passar a estils de vida agràries com a alternatives a la pobresa crònica dels jueus de la ciutat. Com a continuació d'aquesta política, van decidir que s'havien de fer càrrec de les necessitats educatives dels nens que viuen en comunitats de petites explotacions. Si no es pogués trobar un professor adequat, ells mateixos en proporcionarien un i, per tant, el Baal Shem Tov es va convertir en assistent del professor. Més tard va comentar «El moment més alegre de la meva vida va ser ensenyar als nens petits a dir Modeh Ani, Shema Yisrael i Kametz Alef Ah».
Va ser escollit per persones que es van dur a terme demandes entre si per actuar com a àrbitre i mediador. Els seus serveis van ser requerits freqüentment perquè els jueus tenien els seus propis tribunals civils a Polònia. Es diu que va causar tanta impressió a Efraïm de Brodi que aquest va prometre a Besht la seva filla Chana en matrimoni. L'home va morir, però, sense dir-li a la seva filla el seu compromís; però quan va saber dels desitjos del seu pare, va acceptar complir-los.
Després del seu matrimoni, la parella es va traslladar a un poble dels Carpats entre Kuty i Kassowa, on els seus únics ingressos eren del seu treball excavant argila i calç, que la seva dona va lliurar als pobles dels voltants. La parella va tenir dos fills: Udl (nascut el 1720) i Zvi Hersh. Un besnét matern de Baal Shem Tov i la seva dona va ser Reb Nachman de Breslov l'ascendència paterna del qual provenia (segons la tradició hassídica), la família de Maharal descendia patrilinealment dels exilarques babilònics (durant l'era dels geonim) i per tant. també de la dinastia davídica.

### Lideratge
Més tard, el Besht va ocupar una posició de shohet (carnisser ritual) a Kshilowice, prop de Iaslowice, a la qual aviat va abandonar per gestionar una taverna del poble que el seu cunyat li va comprar. La seva primera aparició en públic va ser la d'un Baal Shem normal, un curandero que escrivia amulets i prescrivia cures, funcionant com una mena de xaman.
Després de molts viatges a Podíl·lia i Volínia com a Baal Shem, Besht, considerant que el seu seguiment era prou gran i la seva autoritat establerta, va decidir cap al 1740 exposar els seus ensenyaments al shtetl (poble jueu) de Medzhybizh i va venir gent, majoritàriament de l'elit espiritual per escoltar-lo. Medzhybizh es va convertir en la seu del moviment i de la dinastia hassídica Medzybizh. El seu seguiment va augmentar gradualment i amb això l'hostilitat dels talmudistes. El Besht al començament de la seva carrera va tenir el suport de dos talmudistes destacats, els germans Meïr (gran rabí de Lemberg i més tard d'Ostroha, i autor de Meir Netivim (una obra de responsa halàjica) i altres obres) i Isaac Dov Margalios. Més tard va guanyar reconegudes autoritats rabíniques que es van convertir en els seus deixebles i van donar fe de la seva beca. Aquests són el rabí Yaakov Yosef Hakohen, rabí de Polnoy; el rabí Dovid Halperin, rabí d'Ostroha; el rabí Israel de Satinov, autor de Tiferet Yisrael; el rabí Yoseph Heilperin de Slosowitz; i el rabí Dov Ber de Mezrich (AKA el Maggid de Mezritch). És a causa principalment d'aquest últim que les doctrines de Besht (encara que en una forma essencialment alterada) es van introduir als cercles religiosos jueus erudits.
Israel va emprendre viatges en què es registra que realitzava cures i expulsava dimonis i esperits malignes (shedim). La tradició jasídica posterior, però, va minimitzar la importància d'aquestes pràctiques curatives i màgiques, concentrant-se en els seus ensenyaments, el seu encant, magnetisme i personalitat extàtica.
L'organització Agudas Ohalei Tzadikim (basada a Israel) ha restaurat moltes tombes de Tzadikim (Ohelim) a Ucraïna, inclosa la de Baal Shem Tov. Una casa d'hostes i una sinagoga es troben al costat de l’Ohel de Baal Shem Tov, i la sinagoga de Baal Shem Tov al poble pròpiament dit s'ha restaurat amb cura. Ambdues sinagogues són utilitzades pels nombrosos visitants d'arreu del món.

### Disputes amb els frankistes i mort
Els Besht van prendre partit amb els talmudistes en les seves disputes contra els frankistes (el moviment cultista de Jacob Frank que considerava a Frank com el Messies, inspirat en Sabatai Seví). Després de la conversió massiva dels frankistes, el Baal Shem Tov suposadament va dir que tant temps com un membre malalt està connectat amb el cos, hi ha esperança que es pugui salvar; però, un cop amputada, ha desaparegut i no hi ha esperança. Es diu que va morir pel dolor que els frankistes van abandonar el judaisme.
Va morir a Medjíbij, que formava part de Polònia (avui a l'Óblast de Khmelnitski, Ucraïna).

## Llegat

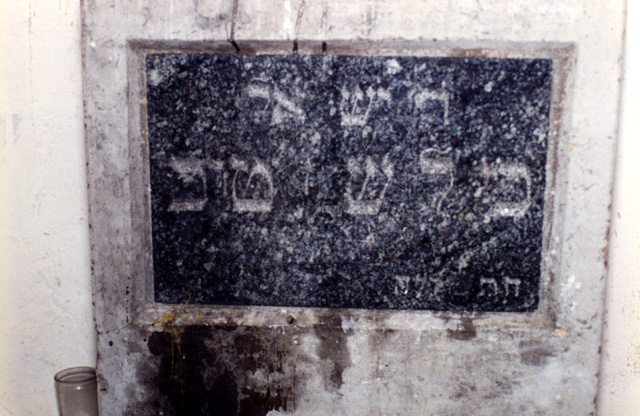
Làpida del Baal Shem Tov a Medzhybizh (abans de la restauració el 2006–2008), inscrita רבי ישראל בעל שם טוב

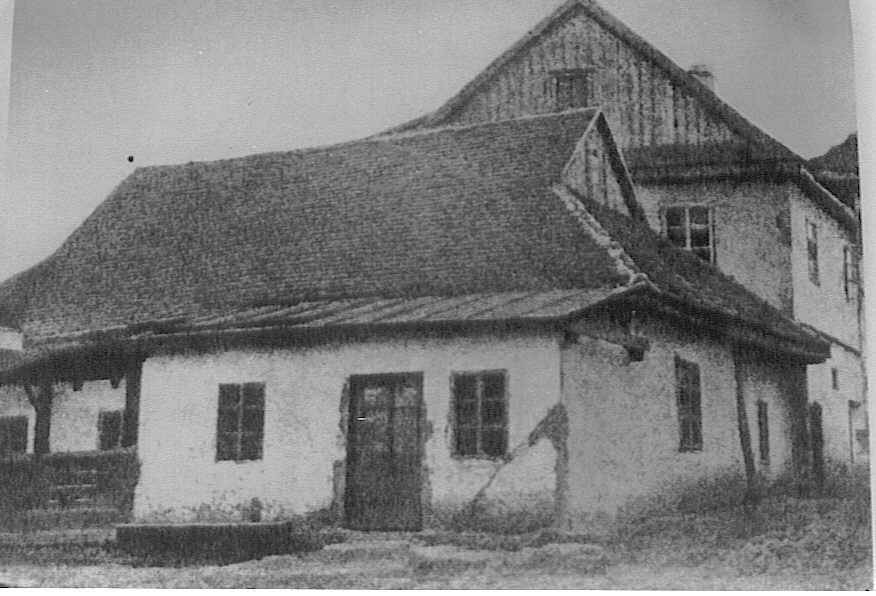
La sinagoga de Baal Shem Tov a Medzhybizh va ser destruïda pels nazis i més tard es va construir una rèplica al lloc com a museu (foto c. 1915).

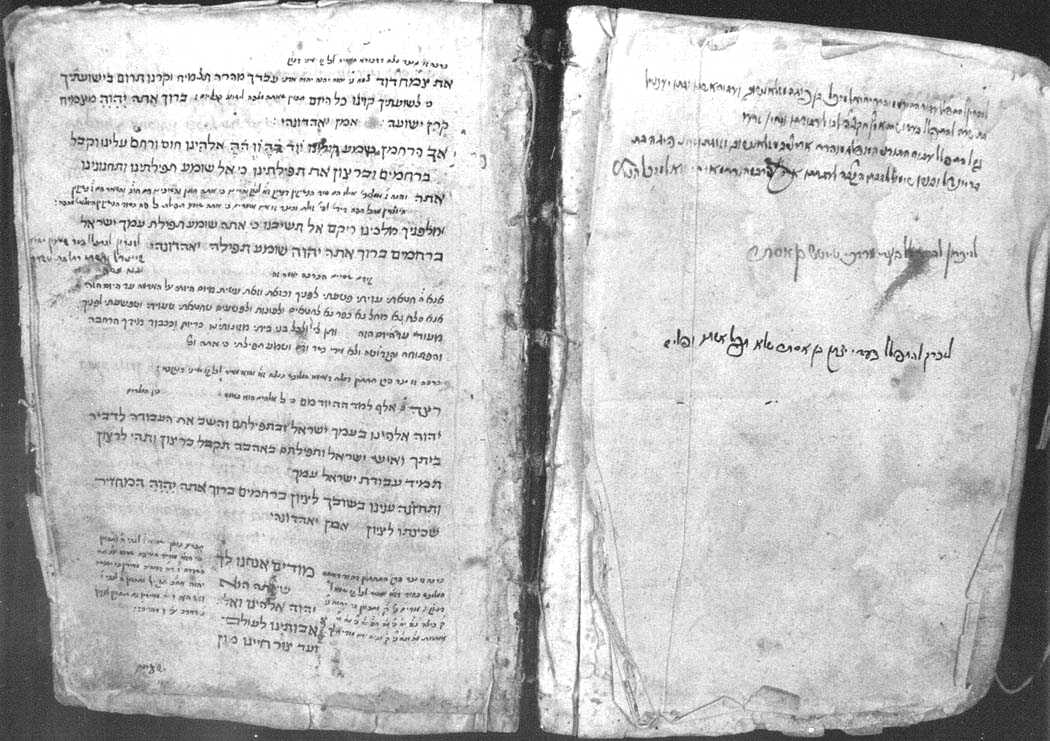
El Sidur personal de Baal Shem Tov

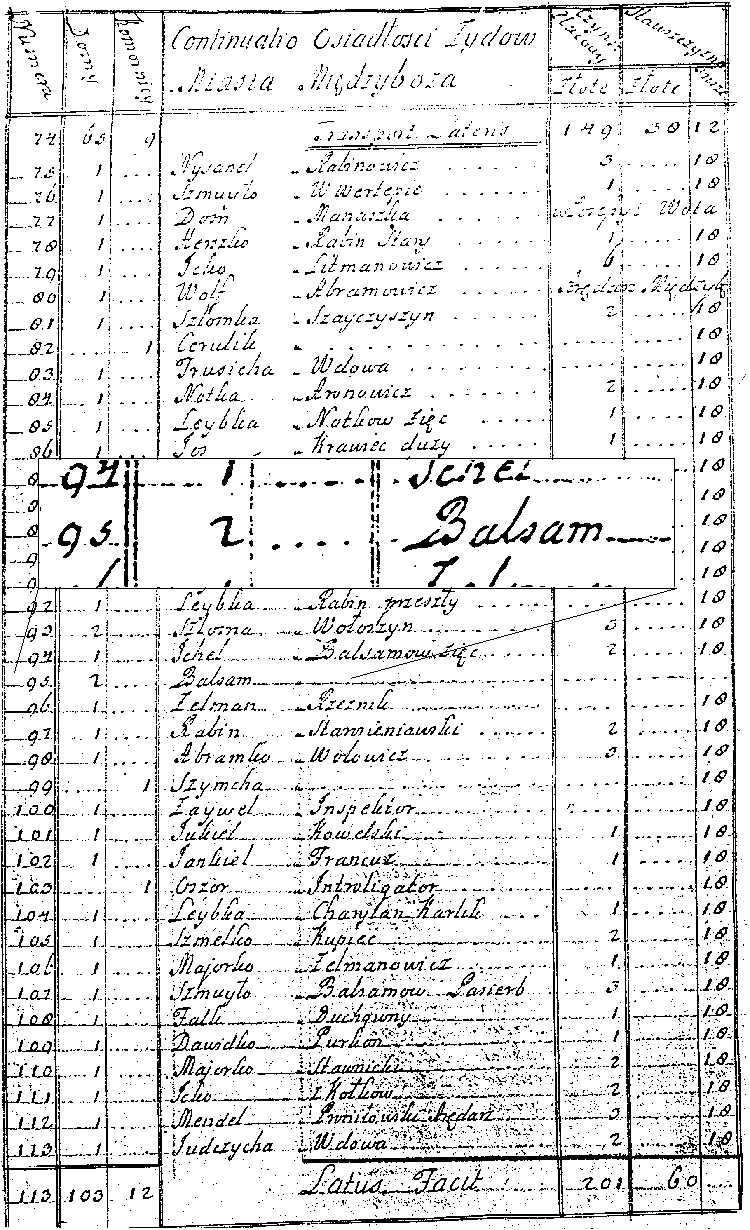
Cens fiscal polonès de 1758 de Medzhybizh que mostra Baal Xem a la casa núm. 95

Israel ben Eliezer no va deixar llibres; perquè el comentari cabalístic sobre el salm 107, atribuït a ell (Jitòmir, 1804), Sefer mi-Rabbi Yisrael Baal Shem-tov, pot no ser genuí. Per tant, el registre més fiable dels seus ensenyaments es troba en les seves declaracions tal com es registra a les obres dels seus deixebles (Hasidim). La majoria es troben a les obres del rabí Jacob Joseph de Polnoy. Però com que el hassidisme, immediatament després de la mort del seu fundador, es va dividir en diverses parts, cadascuna reivindicant per si mateixa l'autoritat de Besht, cal la màxima precaució per jutjar quant a l'autenticitat de les declaracions atribuïdes a Besht.
Algunes evidències històriques directes de Besht durant els dies que va viure a Medzhybizh. Rosman va descobrir nombrosos documents legals que il·luminen aquest període dels arxius de la família noble polonesa Czartoryski. La casa de Besht s'esmenta en uns quants registres fiscals on es registra com a exempt d'impostos. Diversos dels col·legues de Besht en les seves històries de Shivhei HaBesht també són als registres de la cort polonesa, en particular, Ze'ev Wolf Kitzes i Dovid Purkes. Rosman sosté que els documents polonesos mostren que Besht i els seus seguidors no eren paries, sinó que eren una part respectada de la vida comuna jueva.
Altres proves directes són el llibre d'oracions diaris de Besht (Sidur, propietat de la Biblioteca Agudas Chabad de Nova York) amb les seves notes personals manuscrites als marges. La seva tomba es pot veure avui a l'antic cementiri jueu de Medzhybizh.
Chapin i Weinstock afirmen que el Besht era essencialment la persona adequada, al lloc correcte i al moment adequat. La Podíl·lia del segle xviii va ser un lloc ideal per fomentar un canvi radical en el pensament jueu. Havia estat despoblada una generació abans a causa de les massacres de Khmelnitsky. Una ocupació turca de Podíl·lia es va produir durant la vida del Besht i, juntament amb ella, la influència dins d'aquest territori fronterer de Sabatai Seví i els seus darrers descendents espirituals com Malach i Jacob Frank. Un cop els magnats polonesos van recuperar el control dels turcs, la Podíl·lia va passar per un auge econòmic. Els magnats van ser benèvols amb els beneficis econòmics que els jueus proporcionaven i van encoratjar el reassentament jueu per ajudar a protegir la frontera de futures invasions. Així, la comunitat jueva mateixa estava essencialment començant de nou.

## Llegendes
| «          | El món comet tres errors en pensar que explicar històries del Baal Xem Tov el Motzei Shabat garanteix la vida. En primer lloc, aquestes històries no s'han de limitar al Baal Xem Tov, sinó que haurien d'incloure històries de tots els nostres Tzadikim. En segon lloc, no s'han de dir només després, sinó en qualsevol moment. I, finalment, explicar aquestes històries no només garanteix la subsistència, sinó que serveix com a Segula per assegurar-nos que rebem una gran quantitat de benediccions relacionades amb els nostres fills, bona salut i èxit en la nostra vida | » |
| — Maharash | |   |

A la tradició hassídica, hi ha una dita: «Algú que creu en totes les històries del Baal Shem Tov i els altres místics i homes sants és un ximple; algú que mira qualsevol història i diu:«Aquesta no podria ser veritat, és un heretge».
Segons l’Encyclopaedia Judaica, el nombre de llegendes que es diuen relacionades amb el Baal Xem Tov han distorsionat el seu caràcter històric. Una antologia de llegendes sobre ell va ser compilada per primera vegada per Dov Baer b. Samuel de Linits, que era el gendre d'Alexandre Shoḥat, que havia actuat durant uns quants anys com a escriba de Besht. La col·lecció es va copiar moltes vegades i amb el temps es va anar omplint d'errors. Va ser imprès amb el títol, Shivḥei ha-Besht després de la mort de Dov Baer. Va ser publicat per Israel Jaffe que va reescriure el primer capítol i va eliminar el que considerava les distorsions provocades pels copistes.
Aquesta edició, impresa a Kopys (Kapust) el 1814, conté 230 històries agrupades per temes, personatges i motius comuns. També van aparèixer dues edicions en yiddish que difereixen notablement de l'edició hebrea.
Al segle xix van aparèixer diverses col·leccions més de llegendes sobre el Baal Xem Tov i els seus seguidors, en hebreu i yiddish, algunes de les quals repetien històries trobades a Shivḥei ha-Besht i algunes de les quals contenien històries noves. Segons l’Encyclopaedia Judaica, només algunes d'aquestes històries es poden considerar veritables.
Una llegenda diu que el seu pare, Eliezer, va ser capturat durant un atac, portat de casa seva a Valàquia i venut com a esclau a un príncep. A causa de la seva saviesa, va trobar el favor del príncep, que el va donar al rei perquè fos el seu ministre. Durant una expedició emprendida pel rei, quan altres consells van fracassar i tots es van desanimar, el consell d'Eliezer va ser acceptat; i el resultat va ser una batalla reeixida d'una importància decisiva. Eliezer va ser nomenat general i després primer ministre, i el rei li va donar la filla del virrei en matrimoni. Però tenint en compte el seu deure de jueu i com que ja estava casat, es va casar amb la princesa només de nom. Després de ser interrogat durant molt de temps sobre la seva estranya conducta, va confessar a la princesa que era jueu, que el va carregar amb regals costosos i l'ajudà a fugir al seu país.

Durant el camí, es diu que el profeta Elies es va aparèixer a Eliezer i li va dir: « »A causa de la teva pietat i fermesa, tindreu un fill que il·luminarà els ulls de tot Israel; i Israel serà el seu nom perquè en ell hi haurà». Es compleix el vers (Isaïes 49:3): «Tu ets el meu servent, Israel, en qui seré glorificat». Eliezer i la seva dona Sara, però, van arribar a la vellesa sense fills i havien abandonat tota esperança de tenir-los mai. un nen. Però quan tenien gairebé cent anys, va néixer el fill promès (Besht).

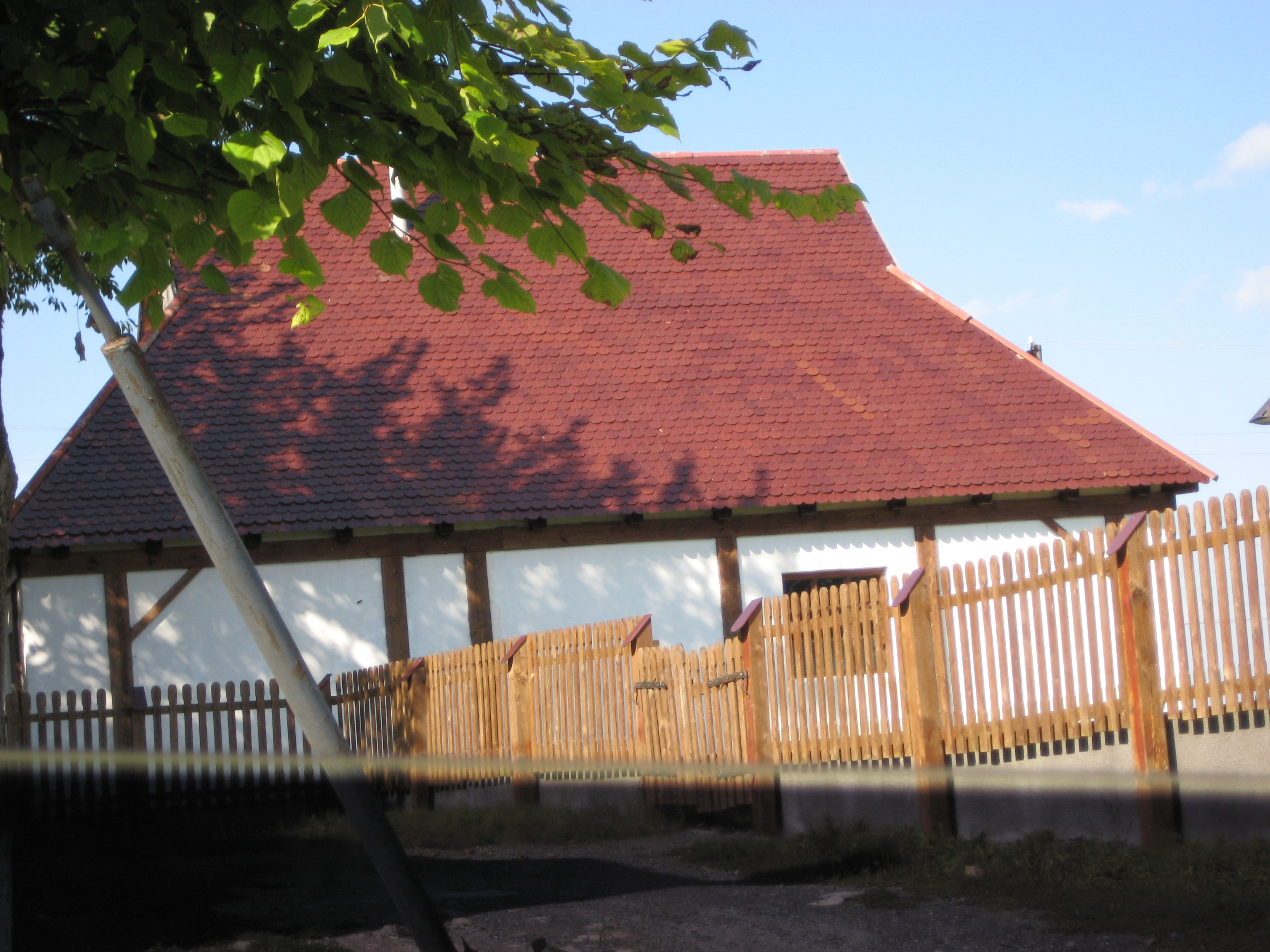
El shul de Baal Xem Tov reconstruït (com a museu); 4 d'agost de 2008
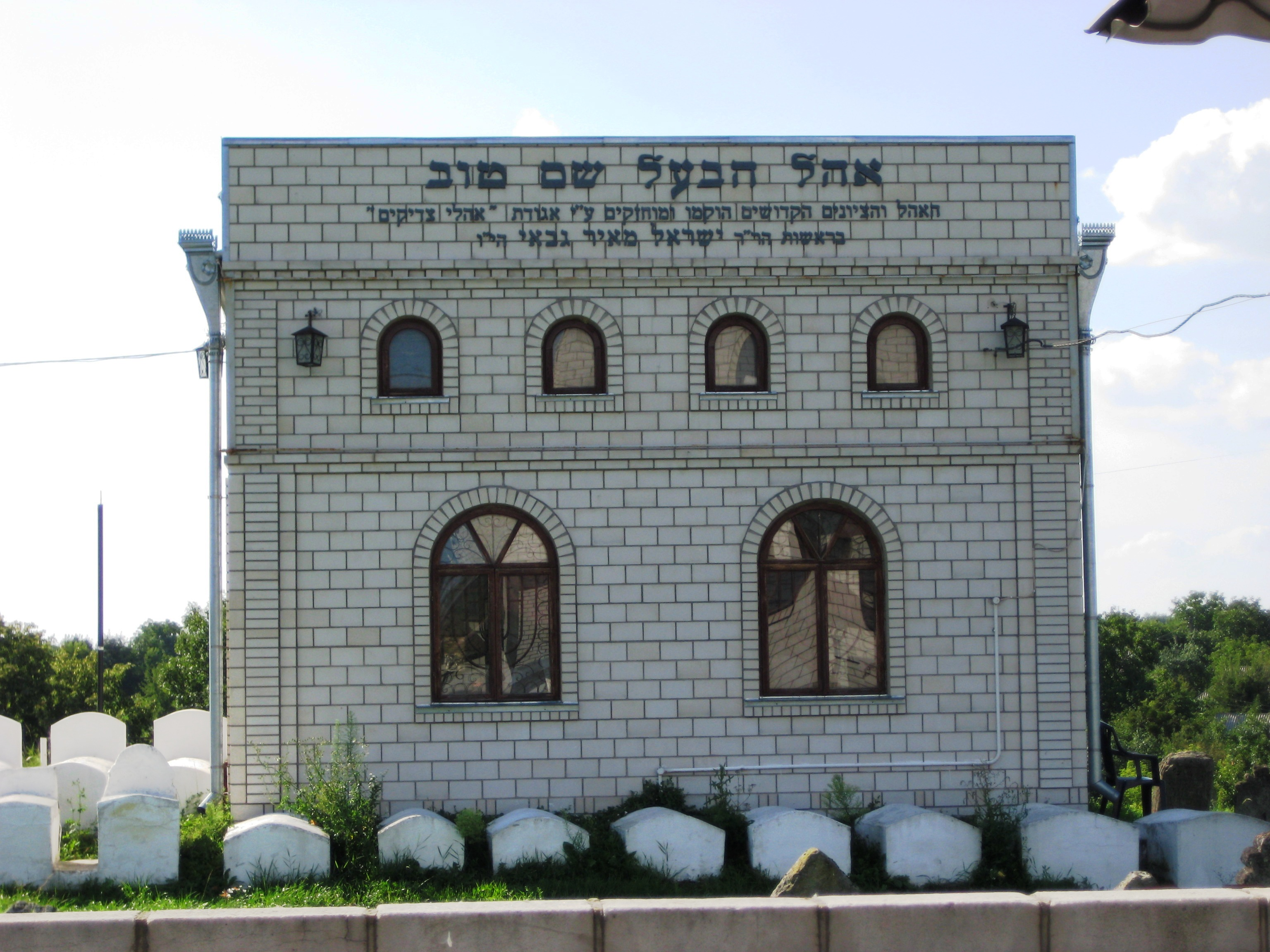
Ohel de Baal Xem Tov; 4 d'agost de 2008
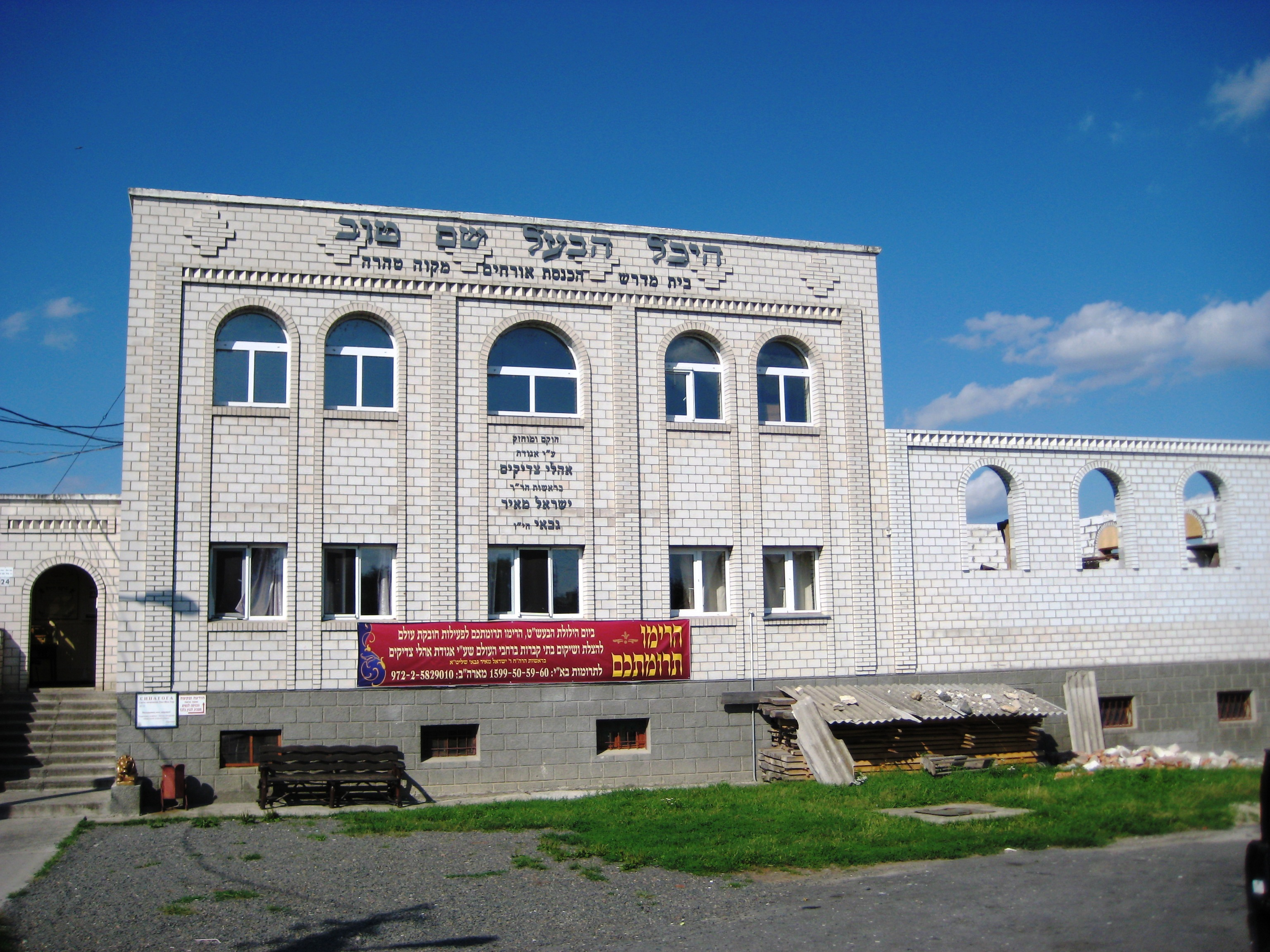
Nova casa d'hostes i sinagoga al costat d'Ohel de Baal Xem Tov (treballs en curs); 4 d'agost de 2008

## Deixebles
El rabí Dov Ber (en hebreu: דב בער ממזריטש), també va ser conegut amb el nom de Maguid de Mezritch, Dov Ber va ser un deixeble del rabí Yisrael Baal Xem Tov, el fundador de l'hassidisme, i va ser escollit com el seu successor per liderar el moviment hassídic en els seus inicis. Dov Ber és considerat com un dels fundadors de la filosofia mística, i un seguidor dels ensenyaments del Baal Xem Tov.